# Neufchâtel-Hardelot
Neufchâtel-Hardelot är en kommun i departementet Pas-de-Calais i regionen Hauts-de-France i norra Frankrike. Kommunen ligger i kantonen Samer som tillhör arrondissementet Boulogne-sur-Mer. År 2022 hade Neufchâtel-Hardelot 3 993 invånare.

## Befolkningsutveckling
Antalet invånare i kommunen Neufchâtel-Hardelot
| Referens: INSEE |